# Araneus polydentatus
Araneus polydentatus este o specie de păianjeni din genul Araneus, familia Araneidae, descrisă de Yin, Griswold și Xu în anul 2007. Conform Catalogue of Life specia Araneus polydentatus nu are subspecii cunoscute.